# Länsfängelset i Göteborg
Länsfängelset i Göteborg, ofta även kallat länscellfängelset eller cellfängelset, började byggas 1854 och togs i bruk den 30 november 1857. Det var till utseendet likt andra enrumsfängelser som uppfördes vid denna tid under den fängelsereform, som beslutats vid 1844 års riksdag. Vid sidan av länsfängelset, fanns från 1870 även ett centralfängelse vid Nya Varvet och fram till 1908, främst för kvinnliga fångar, tukt- och spinnhuset på Stampen samt centralfängelset på Karlstens fästning, Marstrand, där de sista fångarna lämnade anstalten så sent som 1888.

## Byggnaden
Fängelset byggdes vid Lilla Bommen på det berg, där tidigare bastionen S:t Erik hade legat. Arkitekt var Vilhelm Theodor Ankarsvärd och byggmästare Krüger och Rapp. Cellfängelset ersatte det utdömda länshäktet, beläget på Sillgatan, (nuvarande Postgatan), där den mynnade ut i Norra Larmgatan. 
Fängelset togs i bruk i december 1857 och byggkostnaden var 192 340 kronor. Anläggningen bestod av en huvudbyggnad i tre våningsplan med 107 celler samt två flyglar, där den ena innehöll två sessionssalar, en för länets häradsrätt och en för stadens Rådhusrätts 2:a avdelning. Den andra flygeln var en ekonomibyggnad med bland annat sjukrum för fångarna. Tio promenadgårdar fanns.

## Utveckling
Antalet fångar ökade med åren och bestod främst av så kallade bötesfångar, interner vars böter inte hade kunnat drivas in och i stället omvandlats till tid fängelse. Deras antal ökade, så att de trängde ut de egentliga straffångarna, som till stor del måste förflyttas till andra fängelser. De sista åren satt på fängelset i praktiken endast bötesfångar och häktade som väntade på rättegång.  
Platsbristen på länsfängelset och det faktum att centralfängelset på Nya Varvet inte längre fick disponeras, fick riksdagen att 1903 godkänna en proposition om att inrätta ett nytt centralfängelse. Arbetet med detta påbörjades 1904 och på våren 1907 invigdes Härlandafängelset. 
Den sista domstolssessionen hölls i det gamla cellfängelset den 29 maj 1907 och de sista fångarna lämnade det och överfördes till det nybyggda Härlandafängelset den 31 maj 1907.

## HärbärgetRosenborg

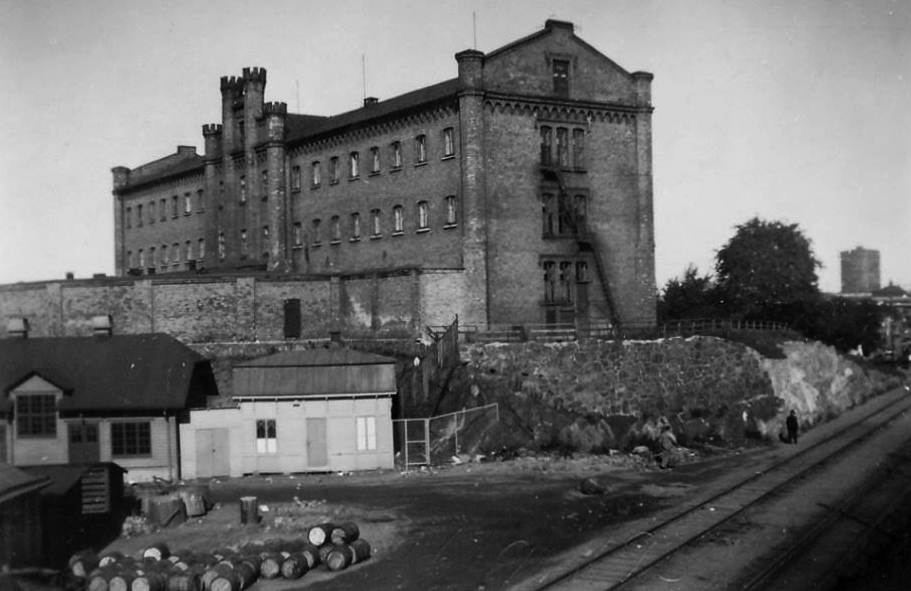
Byggnaden på 1940-talet.

Fastigheten vid S:t Eriks Torg uthyrdes, från den 20 november 1907 och fram till dess rivning i februari 1972, till Frälsningsarmén. Huset användes som härbärge under namnet Rosenborg. Efter rivningen sprängdes även berget bort för att lämna plats åt Oscarsleden. Frälsningsarméns härbärge hade tidigare legat vid Hästbacken (Kungsgatans sluttning utmed det gamla Telegrafverket).